# Клоны (Звёздные войны)
Клоны (англ. Clone trooper) — вымышленные персонажи «Звёздных войн», элитные солдаты Галактической Республики. Являются клонами Джанго Фетта, мандалорского охотника за головами.

## История

### Создание
В процессе расследования покушения на Падме Амидалу Оби-Ван Кеноби прибывает на планету Камино, где он узнаёт, что здесь готовится армия клонов для Республики. Жители планеты сообщают ему, что заказ на создание армии разместил джедай по имени Сайфо Диас десять лет назад. Образцом для создания клонов стал охотник за головами Джанго Фетт, который согласился предоставить свою ДНК и обучить клонов за большое вознаграждение и создание личного клона, Бобы Фетта, которого он воспитывал как сына. Из-за препаратов ускоряющих рост десятилетние клоны выглядят взрослыми мужчинами. Создатели клонов утверждают, что клоны обладают свободой воли, но вместе с тем «запрограммированы» на службу республике намного эффективнее, чем дроиды Конфедерации Независимых Систем.
Позже Оби-Ван узнаёт, что сепаратисты создали на Джеонозисе огромную армию дроидов. Пока бюрократическая система республиканского Сената принимает решение по этому вопросу, Оби-Ван, Амидала и Энакин Скайуокер попадают в плен к Графу Дуку и Нуту Ганрею на Джеонозисе. Магистр Мейс Винду с 212 джедаями спешат им на помощь. В это время Джа-Джа Бинкс, сенатор от планеты Набу, уговаривает сенат дать канцлеру Палпатину особые полномочия, чтобы он мог послать в битву недавно созданную армию клонов. Когда джедаи на Джеонозисе почти перебиты, прилетают корабли с армией клонов во главе с магистром Йодой. Клоны наносят сокрушительное поражение дроидам сепаратистов. Йода же, глядя на колонны марширующих клонов, произносит «грядут Клонические Войны…»

### Войны клонов
В течение трёхлетних Войн клонов солдаты-клоны воевали под предводительством джедаев. Военное превосходство клонов позволило им одержать верх над массовостью производства дроидов. Клоны участвовали во всех сражениях.

### Приказ 66
Согласно тайному плану Дарта Сидиуса (он же канцлер Палпатин), клоны после получения скрытого в их программе «приказа 66» атаковали руководящих ими джедаев. Из-за внезапности атаки большинство джедаев были убиты. Также группа клонов 501-го легиона во главе с новообращённым Дартом Вейдером зачистила Храм джедаев, убив всех юнлингов — маленьких детей-джедаев. В мультсериале ЗВ Войны Клонов, показывают, что каждый клон имел вживлённый в мозг чип, не позволивший сознательно преодолеть приказ, однако некоторые клоны (CT-7567 — капитан Рекс, а до него — CT-27-5555 (CT-5555) — ЭРК-солдат Файвз, оба боевые товарищи Энакина Скайуокера) смогли его вырезать, оставшись верными джедаям. Файвз узнал об ужасных планах Сидиуса от него самого и чуть было не рассказал Рексу и Скайуокеру о чипах, но был своевременно устранён. В исполнении Приказа 66 прослеживается аналогия с разгромом Ордена тамплиеров.
В мультсериале ЗВ Повстанцы (2 сезон, 2 серия) главные герои встречают старого клона Рекса, который рассказывает, что после исполнения «приказа 66», всех клонов отправили в отставку, как выполнивших своё предназначение.

### На службе Империи
После превращения Галактической Республики и Конфедерации Независимых Систем в единую Галактическую Империю, Император Палпатин реформировал организацию клонов, преобразовав их в имперских штурмовиков, ставших символом мощи Империи. После уничтожения Камино (с целью взять программу клонирования под контроль Империи) была поставлена под вопрос целесообразность дальнейшего производства клонов, всё большее число которых начинало дезертировать; их стали постепенно заменять обычными людьми, преимущественно добровольцами, чья подготовка значительно уступала, особенно в плане ближнего боя и меткости (мультсериал ЗВ: Бракованная партия). Через несколько лет клоны почти полностью исчезли из имперской армии.

## Специализированные клоны
- Клон-солдат — обычный боец клонов. Основная военная единица Республики. Именно они и были первыми клонами. Их использовали для уничтожения больших групп дроидов. Всего было создано более 3 миллионов подразделений общей численностью в несколько миллиардов клонов. Изначально клоны были облачены в броню I Фазы, однако она была предназначена для боёв на планетах таких, как Геонозис. Через 2 года после начала Войны Клонов была создана броня II Фазы. Она меньше весила, лучше отражала бластерные заряды, также была улучшена дыхательная система и коммуникационное оборудование, встроенное в шлем.
- Клон-пилот — Клоны, обученные пилотировать транспортные средства. В отличие от своих собратьев, они не были обучены для ведения битв, однако имели при себе компактный бластерный пистолет.
- ARC / ЭРК — Элитные разведчики коммандос были высокопоставленными солдатами, обычно возглавлявшими различные корпуса в армии Республики во время Войны клонов. К их числу относились и офицеры в звании генерал-майора или генерал-лейтенанта. Как и все клоны, офицеры не умеют выражать эмоции, ведь страх и ненависть помешали бы их способностям анализа боевых действий. Они появлялись в мультфильмах «Звёздные Войны: Войны клонов» 2003 и 2008 года, за них также можно сыграть в компьютерной игре «Star Wars: Battlefront II» 2017 года.
- Клон-коммандос — когда были созданы все типы клонов, Джанго Фетт уговорил каминоанцев создать элитные отряды. Лучшие солдаты Республики. Коммандос предназначались только для особых операций. У них расширена свобода воли в отличие от других клонов. Работали в отрядах по 4-5 бойцов. После установления Империи одни клоны-коммандос были отправлены обучать штурмовиков-призывников, а другие - охранять важные для Императора лаборатории Тантисса. За них можно поиграть в компьютерной игре «Star Wars: Republic Commando» 2005 года выпуска и, начиная с сентября 2019 года, в игре «Star Wars: Battlefront II» 2017 года выпуска.
- Ударные солдаты-клоны (при Республике) / Ударные штурмовики (при Империи) — специализированные клоны; гарнизон планеты Корусант, также выполнявший функции личной охраны канцлера (впоследствии императора) Палпатина. Они сопровождали сенатора Падме Амидалу во время её визита на Сципио, столицу Банковского клана муунов; участвовали в преследовании Асоки Тано, ложно обвинённой в теракте в Храме джедаев, и «предателя» клона CT-27-5555 Файвза, узнавшего о Приказе 66 и ставшего угрозой планам Палпатина. Именно командир ударных солдат клон-коммандер CC-1010 Фокс пристрелил Файвза, невольно похоронив правду о Приказе вместе с ним.
- Клон-убийца — К концу Войн клонов, канцлер Палпатин убедил Сенат Галактической Республики дать ему разрешение на создание специального подразделения Армии клонов на случай восстания джедаев. Клоны-убийцы были тренированы самими джедаями, и это вскоре помогло им в уничтожении последних во время приказа 66. За клона-убийцу можно поиграть в компьютерной игре «Star Wars: Battlefront II» 2005 года выпуска.
- Клон-боец Отдела тайных операций — засекреченный и малораспространённый вид клонов бойцов. В отличие от ARC, коммандос и теневых клонов они редко занимались диверсиями и разведками в тылу врага. В основном их задача была вычислять и уничтожать дезертиров из армии клонов. Два таких бойца были уничтожены клоном-коммандос из отряда Омега.
- Клон-тень — элитное подразделение Великой Армии Республики, занимавшееся разведкой и диверсиями во вражеском тылу. Обычно они работали в отрядах по 2-3 бойца. Подразделение было основано в конце войны главой республиканской разведки Армандом Айсардом. После битвы за Корусант и смерти графа Дуку, в последние дни Войн клонов, отряд клонов-теней выследил лидера Конфедерации Независимых систем генерала Гривуса на планете Утапау, на Дальнем рубеже, и передал информацию о его местонахождении канцлеру Палпатину, что привело ко вторжению на планету 212 штурмового батальона во главе с генералом-джедаем Оби-Ваном Кеноби и клоном-командиром Коди.
- Клон X (Clone X или CX) — клон, подвергшийся бесчеловечной психологической обработке и стиранию личности для превращения в машину для убийств, фанатично преданную Империи. В течение первых лет существования Империи в лабораториях горы Тантисс на засекреченной планете Вейланд доктором Ройсом Хемлоком было «создано» как минимум 6 Клонов X. Один из них покончил с собой, попав в плен, другой был ликвидирован, чтобы врагу не достались сведения о Тантиссе; остальные погибли в столкновении с Отрядом 99 и другими беглыми клонами уже на самом Тантиссе.
- «Бракованная партия» (Отряд 99) — элитный отряд клонов Джанго Фетта с «желательными генетическими отклонениями» и отличившийся 100% эффективностью (ни одной неудачной операции) за всё время Войн Клонов. Изначально состоял из 4 солдат: Охотника (Hunter), чувствительного к электромагнитным сигналам из любой точки планеты; Крушилы (Wrecker), обладающего сверхчеловеческой силой; Теха (Tech) с его развитым интеллектом; и Прицельщика (Crosshair) — отличного снайпера. Позже к отряду присоединился клон CT-1409 — ЭРК-солдат Эхо, ставший наполовину киборгом из-за экспериментов Техносоюза. Частью отряда также стала Омега — девочка-клон со способностями к стратегическому мышлению, в будущем - пилот Повстанцев. Весь отряд (кроме Теха) жив к моменту создания Альянса Повстанцев.

Также существует серия книг, посвящённая клонам-коммандос, написанная Карен Трэвис.

## Броня клонов
Броня солдат клонов основана на мандалорской броне Джанго Фетта. Разработчики пожелали создать износоустойчивую оболочку, которая бы полностью покрывала тело Клона и давала абсолютную защищённость, хотя многие клоны погибали от одного выстрела в них, что говорит о недоработке брони. Чёрный нательный костюм под доспехами защищает бойца от ядовитых испарений и даже от космического вакуума. Шлем с характерным Т-образным визором дополнялся дыхательным фильтром для работы в далеко неидеальных боевых условиях. Доспехи состоят из 20 облегающих пластин из лёгких пластоидных сплавов-композитов. Броня обеспечивает полную свободу движений в бою, но создаёт неудобства в управлении транспортными средствами. Идеальная схематическая форма наглядно демонстрирует каминоанское влияние. Основой цвет брони — белый, но встречалась и другая окраска, к примеру во время конфликта на Кашиике, все клоны были облачены в камуфляж. Также у клонов-командиров и у элитных клонов-солдат на броне имелись цветовые гаммы, обозначающие их ранг: оливковый, синий, красный и жёлтый. Ближе к концу войны, клонам-солдатам было разрешено разукрашивать броню, делать любую причёску, татуировки, что давало солдатам веру, что они люди, а не бездушные твари, выращенные и запрограммированные в колбах.